# Copa Internacional Escolar Mujeres 2014
El IX Copa Internacional Escolar de Mujeres 2014es una copa donde chicas de 12, 13, y 14 años juegan con sus respectivos colegios, que quedaron campeones según su continente, y se viene celebrando en Estambul, Turquía. Se realizó entre el 4 y el 12 de enero de 2014 por la Federación Internacional de Voleibol (FIVB). Es la primera edición con 24 participantes.

## Clasificaciones
| Confederación | Torneo eliminatorio                                  | Equipo                                                                       |
| ------------- | ---------------------------------------------------- | ---------------------------------------------------------------------------- |
| AVC           | Campeonato Asiático Escolar de Voleibol Femenino     | Japón Corea del Sur China India                                              |
| CAVB          | Campeonato Africano Escolar de Voleibol Femenino     | Túnez Kenia                                                                  |
| CEV           | Campeonato Europeo Escolar de Voleibol Femenino      | Turquía1 · Rusia · Países Bajos · Italia · Serbia · Bulgaria · Bélgica       |
| CSV           | Campeonato Sudamericano Escolar de Voleibol Femenino | Perú · Brasil · Bolivia                                                      |
| NORCECA       | Campeonato NORCECA Escolar de vóley Femenino         | Estados Unidos · República Dominicana · Cuba · México · Canadá · Puerto Rico |
| RCM           | Campeonato De Repechaje Continental                  | Reino Unido2 Tailandia2                                                      |

- 1Clasificado directamente como el país anfitrión.
- 2Último cupo.

## Equipos participantes
| Bulgaria       | Japón        | Reino Unido          | Bélgica     |
| Estados Unidos | Perú         | República Dominicana | Kenia       |
| Corea del Sur  | Cuba         | Rusia                | Brasil      |
| Bolivia        | México       | Canadá               | Puerto Rico |
| Italia         | Serbia       | China                | Turquía     |
| Tailandia      | Países Bajos | India                | Túnez       |

## Primera fase

### Grupo A
| Equipo         | J | G | P | SF | SC | PTS |
| -------------- | - | - | - | -- | -- | --- |
| Estados Unidos | 2 | 2 | 0 | 4  | 0  | 6   |
| Bulgaria       | 2 | 2 | 0 | 4  | 1  | 5   |
| Italia         | 2 | 1 | 1 | 2  | 2  | 3   |
| Tailandia      | 2 | 1 | 1 | 2  | 2  | 3   |
| Corea del Sur  | 2 | 0 | 2 | 1  | 4  | 1   |
| Bolivia        | 2 | 0 | 2 | 0  | 4  | 0   |

#### Resultados
| Fecha   | Encuentro¹                     | Resultado | Set   | Set   | Set   | Puntuación total |
| Fecha   | Encuentro¹                     | Resultado | 1     | 2     | 3     | Puntuación total |
| ------- | ------------------------------ | --------- | ----- | ----- | ----- | ---------------- |
| 4-01-14 | Bolivia - Italia               | 0-2       | 25–11 | 25–15 | –     | 50-27            |
| 4-01-14 | Estados Unidos - Tailandia     | 2-0       | 25–11 | 25–15 | –     | 50-27            |
| 4-01-14 | Corea del Sur - Bulgaria       | 1-2       | 25–20 | 21–25 | 10–15 | 56–60            |
| 5-01-14 | Italia - Tailandia             | 0-2       | 23–25 | 20–25 | –     | 43–50            |
| 5-01-14 | Estados Unidos - Corea del Sur | 2-0       | 25–11 | 25–12 | –     | 50–23            |
| 5-01-14 | Bulgaria - Bolivia             | 2-0       | 26–24 | 26–24 | –     | 52–48            |
| 6-01-14 | Estados Unidos - Bolivia       | 0-0       | –     | –     | –     | –                |
| 6-01-14 | Corea del Sur - Tailandia      | 0-0       | –     | –     | –     | –                |
| 6-01-14 | Bulgaria - Italia              | 0-0       | –     | –     | –     | –                |
| 7-01-14 | Estados Unidos - Italia        | 0-0       | –     | –     | –     | –                |
| 7-01-14 | Corea del Sur - Bolivia        | 0-0       | –     | –     | –     | –                |
| 7-01-14 | Bulgaria - Tailandia           | 0-0       | –     | –     | -     | –                |
| 8-01-14 | Bolivia - Tailandia            | 0-0       | –     | –     | -     | –                |
| 8-01-14 | Corea del Sur - Italia         | 0-0       | –     | –     | –     | –                |
| 8-01-14 | Bulgaria - Estados Unidos      | 0-0       | –     | –     | –     | –                |

- (¹) - Todos en Hamamatsu.

### Grupo B
| Equipo       | J | G | P | SF | SC | PTS |
| ------------ | - | - | - | -- | -- | --- |
| Países Bajos | 2 | 2 | 0 | 4  | 1  | 5   |
| Serbia       | 2 | 1 | 1 | 3  | 4  | 4   |
| México       | 2 | 1 | 1 | 3  | 2  | 3   |
| Perú         | 2 | 1 | 1 | 2  | 2  | 3   |
| Cuba         | 2 | 1 | 1 | 2  | 3  | 2   |
| Japón        | 2 | 0 | 2 | 1  | 4  | 1   |

#### Resultados
| 4-01-14 | Serbia - México       | 2-0 |  |
| 4-01-14 | Perú - Países Bajos   | 0-2 |  |
| 4-01-14 | Japón - Cuba          | 1-2 |  |
| 5-01-14 | Serbia - Países Bajos | 1-2 |  |
| 5-01-14 | Perú - Cuba           | 2-0 |  |
| 5-01-14 | Japón - México        | 0-2 |  |
| 6-01-14 | Perú - México         | 0-0 |  |
| 6-01-14 | Cuba - Países Bajos   | 0-0 |  |
| 6-01-14 | Japón - Serbia        | 0-0 |  |
| 7-01-14 | Perú - Serbia         | 0-0 |  |
| 7-01-14 | Cuba - México         | 0-0 |  |
| 7-01-14 | Japón - Países Bajos  | 0-0 |  |
| 8-01-14 | México - Países Bajos | 0-0 |  |
| 8-01-14 | Cuba - Serbia         | 0-0 |  |
| 8-01-14 | Perú - Japón          | 0-0 |  |

- (¹) - Todos en Hamamatsu.

### Grupo C
| Equipo               | J | G | P | SF | SC | PTS |
| -------------------- | - | - | - | -- | -- | --- |
| Canadá               | 1 | 1 | 0 | 2  | 1  | 2   |
| Reino Unido          | 1 | 1 | 0 | 2  | 1  | 2   |
| India                | 1 | 1 | 0 | 2  | 1  | 2   |
| China                | 1 | 0 | 1 | 1  | 2  | 1   |
| Rusia                | 1 | 0 | 1 | 1  | 2  | 1   |
| República Dominicana | 1 | 0 | 1 | 1  | 2  | 1   |

#### Resultados
| Fecha   | Encuentro¹                         | Resultado | Set   | Set   | Set   | Puntuación total |
| Fecha   | Encuentro¹                         | Resultado | 1     | 2     | 3     | Puntuación total |
| ------- | ---------------------------------- | --------- | ----- | ----- | ----- | ---------------- |
| 4-01-14 | China - Canadá                     | 1-2       | 8–25  | 25–20 | 4–15  | 37-60            |
| 4-01-14 | Rusia - Reino Unido                | 1-2       | 25–10 | 10–25 | 4–15  | 39-50            |
| 4-01-14 | República Dominicana - India       | 1-2       | 25–10 | 11–25 | 10–15 | 46–55            |
| 5-01-14 | China - India                      | 0-0       | –     | –     | –     | –                |
| 5-01-14 | República Dominicana - Rusia       | 0-0       | –     | –     | –     | –                |
| 5-01-14 | Reino Unido - Canadá               | 0-0       | –     | –     | –     | –                |
| 6-01-14 | República Dominicana - Canadá      | 0-0       | –     | –     | –     | –                |
| 6-01-14 | Rusia - India                      | 0-0       | –     | –     | –     | –                |
| 6-01-14 | China - Reino Unido                | 0-0       | –     | –     | –     | –                |
| 7-01-14 | República Dominicana - China       | 0-0       | –     | –     | –     | –                |
| 7-01-14 | Rusia - Canadá                     | 0-0       | –     | –     | –     | –                |
| 7-01-14 | Reino Unido - India                | 0-0       | –     | –     | -     | –                |
| 8-01-14 | Canadá - India                     | 0-0       | –     | –     | -     | –                |
| 8-01-14 | Rusia - China                      | 0-0       | –     | –     | –     | –                |
| 8-01-14 | Reino Unido - República Dominicana | 0-0       | –     | –     | –     | –                |

- (¹) - Todos en Hamamatsu.

### Grupo D
| Equipo      | J | G | P | SF | SC | PTS |
| ----------- | - | - | - | -- | -- | --- |
| Turquía     | 1 | 1 | 0 | 2  | 0  | 3   |
| Túnez       | 1 | 1 | 0 | 2  | 0  | 3   |
| Bélgica     | 1 | 1 | 0 | 2  | 0  | 3   |
| Puerto Rico | 1 | 0 | 1 | 0  | 2  | 0   |
| Kenia       | 1 | 0 | 1 | 0  | 2  | 0   |
| Brasil      | 1 | 0 | 1 | 0  | 2  | 0   |

#### Resultados
| Fecha   | Encuentro¹            | Resultado | Set   | Set   | Set | Puntuación total |
| Fecha   | Encuentro¹            | Resultado | 1     | 2     | 3   | Puntuación total |
| ------- | --------------------- | --------- | ----- | ----- | --- | ---------------- |
| 4-01-14 | Turquía - Puerto Rico | 2-0       | 25–10 | 25–7  | –   | 50-17            |
| 4-01-14 | Kenia - Túnez         | 0-2       | 20–25 | 22–25 | –   | 42-50            |
| 4-01-14 | Bélgica - Brasil      | 2-0       | 25–23 | 25-23 | –   | 50–46            |
| 5-01-14 | Turquía - Túnez       | 0-0       | –     | –     | –   | –                |
| 5-01-14 | Kenia - Brasil        | 0-0       | –     | –     | –   | –                |
| 5-01-14 | Bélgica - Puerto Rico | 0-0       | –     | –     | –   | –                |
| 6-01-14 | Kenia - Puerto Rico   | 0-0       | –     | –     | –   | –                |
| 6-01-14 | Brasil - Túnez        | 0-0       | –     | –     | –   | –                |
| 6-01-14 | Bélgica - Turquía     | 0-0       | –     | –     | –   | –                |
| 7-01-14 | Kenia - Turquía       | 0-0       | –     | –     | –   | –                |
| 7-01-14 | Brasil - Puerto Rico  | 0-0       | –     | –     | –   | –                |
| 7-01-14 | Bélgica - Túnez       | 0-0       | –     | –     | -   | –                |
| 8-01-14 | Puerto Rico - Túnez   | 0-0       | –     | –     | -   | –                |
| 8-01-14 | Brasil - Turquía      | 0-0       | –     | –     | –   | –                |
| 8-01-14 | Kenia - Bélgica       | 0-0       | –     | –     | –   | –                |

- (¹) - Todos en Hamamatsu.

- Datos: Q16302985